# 1901
- Wikisource

| Calendário gregoriano                                                        | 1901 MCMI                            |
| Ab urbe condita                                                              | 2654                                 |
| Calendário arménio                                                           | 1350 – 1351                          |
| Calendário bahá'í                                                            | 57 – 58                              |
| Calendário budista                                                           | 2445                                 |
| Calendário chinês                                                            | 4597 – 4598 Início a 19 de fevereiro |
| Calendário copta                                                             | 1617 – 1618                          |
| Calendário etíope                                                            | 1893 – 1894                          |
| Calendários hindus - Vikram Samvat - Calendário nacional indiano - Cáli Iuga | 1956 – 1957 1822 – 1823 5001 – 5002  |
| Calendário Holoceno                                                          | 11901                                |
| Calendário islâmico                                                          | 1319 – 1320                          |
| Calendário judaico                                                           | 5661 – 5662 Início a 14 de setembro  |
| Calendário persa                                                             | 1279 – 1280 Início a 21 de março     |
| Calendário rúnico                                                            | 2151                                 |
| Calendário solar tailandês                                                   | 2444                                 |

1901 (MCMI, na numeração romana)  foi um ano comum, o primeiro ano do século XX do atual Calendário Gregoriano, da Era de Cristo, a sua letra dominical foi F (52 semanas), teve início a uma terça-feira e terminou também a uma terça-feira.
| Ano completo                       |
| ---------------------------------- |
| Ano comum com início à terça-feira |

## Eventos
- Fundação do Império do Espírito Santo dos Inocentes da Guarita na freguesia da Conceição de Angra do Heroísmo.[1]

### Janeiro
- 1 de janeiro
  - Início do século XX.
  - A Austrália torna-se independente. As colônias britânicas de Nova Gales do Sul, Queensland, Victoria, Austrália Meridional, Tasmânia e Austrália Ocidental constituem a federação da Austrália; Edmund Barton é nomeado seu primeiro-ministro.
  - Nigéria se torna um protetorado britânico.
- 22 de janeiro - fim do reinado de quase 64 anos da rainha Vitória do Reino Unido, e o início do reinado de Eduardo VII.

### Fevereiro
- 23 de fevereiro - Criação em São Paulo, Brasil, do Instituto Butantan, o maior produtor de imunobiológicos e biofarmacêuticos da América Latina.

### Março
- 4 de março - William McKinley toma posse do seu segundo mandato como Presidente dos Estados Unidos.

### Abril
- 7 de abril - fundação do Clube Náutico Capibaribe

### Maio
- 16 de maio - Fundado o Partido Regenerador Liberal, em Portugal, por João Franco.

### Setembro
- 14 de setembro - O Então Presidente dos Estados Unidos William McKinley é assassinado, com isso o seu Vice-presidente Theodore Roosevelt assumiu o cargo e governou o país até 1909, sendo eleito em 1904.

### Outubro
- 26 de outubro - Inauguração da Ermida de Nossa Senhora da Boa Viagem do Portal, ilha de São Jorge,[2]

- Estabelecida a Política dos Governadores[3] e a Política do Café com Leite,[4] no governo Campos Sales.

## Nascimentos
- 16 de janeiro - Fulgencio Batista, presidente de Cuba de 1940 a 1944 e de 1952 a 1959 (m. 1973).
- 5 de fevereiro - Marjorie Eaton, atriz, fotógrafa e pintora norte-americana (m. 1986).
- 20 de fevereiro - Muhammad Naguib, presidente do Egipto de 1953 a 1954 (m. 1984).
- 21 de março - Karl Arnold, político alemão (m. 1958).[5]
- 28 de março - Marta da Suécia, foi a princesa herdeira da Noruega como esposa do futuro rei Olavo V (m. 1954)
- 13 de abril - Jacques Lacan, psicanalista francês (m. 1981).
- 29 de abril - Hirohito, Imperador do Japão. (m. 1989).
- 6 de junho - Sukarno, presidente da Indonésia de 1945 a 1967 (m. 1970).
- 18 de junho - Anastásia Romanova , Grã-Duquesa da Rússia. (m. 1918)
- 24 de junho - Chuck Taylor, basquetebolista norte-americano (m. 1969).
- 7 de junho - Hugo Ballivián Rojas, presidente da Bolívia (m. 1993)
- 4 de agosto - Louis Daniel Armstrong, cantor, compositor, instrumentista, trompestista, cornetista, saxofonista, escritor, letrista, arranjador, produtor musical, dramaturgo, artista plástico, ator, tenor, maestro e ativista político e social dos Estados Unidos (m. 1971).
- 5 de dezembro - Walt Disney, empresário e desenhista norte-americano (m. 1966).
- 19 de dezembro - Vitorino Nemésio, poeta e escritor português (m. 1978).
- 27 de dezembro  - Marlene Dietrich, atriz e cantora do Império Alemão (m. 1992).

## Mortes
- 9 de janeiro - Santos Acosta, presidente da Colômbia de 1867 a 1868 (n. 1828).[6]
- 22 de janeiro - Rainha Vitória, do Reino Unido (n. 1819).
- 13 de março - Benjamin Harrison, presidente dos Estados Unidos (n. 1833).
- 14 de setembro - William McKinley, presidente dos Estados Unidos de 1897 a 1901 (n. 1843).

## Prêmio Nobel
- Física - Wilhelm Conrad Röntgen[7]
- Química - Jacobus Henricus van 't Hoff[8]
- Nobel de Fisiologia ou Medicina - Emil Adolf von Behring[9]
- Literatura - Sully Prudhomme[10]
- Paz - Jean Henri Dunant,[11] Frédéric Passy[11]

## Por tema
- 1901 na arte
- 1901 no Brasil
- 1901 na ciência
- 1901 no cinema
- 1901 no desporto
- 1901 no jornalismo
- 1901 na literatura
- 1901 na música
- 1901 na política
- 1901 no teatro
- 1901 na televisão